# Леппе
Леппе (нем. Leppe) — река в Германии, протекает по земле Северный Рейн — Вестфалия. Длина реки — 19,4 км. Площадь бассейна реки составляет 52,227 км². Начинается вблизи города Мариенхайде, течёт на юго-запад через селение Фрилингсдорф. Леппе впадает в Аггер в городе Энгельскирхен.
Река служила границей между герцогством Берг и графством Марк, с чем связано появление здесь пограничного замка Нойенберг.
На реке расположен музей-водяная кузница Oelchenshammer.